# 高野祥太
高野 祥太（たかの しょうた、1994年1月12日 - ）は、日本の元ラグビーユニオン選手。

## プロフィール
- 福岡県出身[1]。
- 現役時代のポジションはセンター(CTB)。
- 身長 176cm、体重 83kg
- ニックネームはショータ。
- U17九州代表に選ばれたことがある[2]。

## 来歴
鞘ヶ谷ラグビースクールでラグビーを始めた。
2012年、小倉高校卒業後、青山学院大学に入る。
2016年、青山学院大学卒業後、NTTドコモレッドハリケーンズ(現・NTTドコモレッドハリケーンズ大阪)に加入。同年9月17日に行われたトップウェストA第2節の大阪ガス戦にて先発出場で公式戦初出場を果たす。
2022年7月、NTT再編に伴う新チーム浦安D-Rocks選手スコッドに選ばれた。
2024年、現役を引退した。